# Travel Log
Travel-Log je deváté studiové album amerického hudebníka JJ Calea. Vydáno bylo v únoru roku 1990 společností Silvertone Records. Producentem desky byl sám Cale a kromě jeho manželky Christine Lakeland se na ní podíleli například Tim Drummond a Spooner Oldham. V hitparádě Billboard 200 se album umístilo na 131. příčce.

## Seznam skladeb
Autorem všech skladeb je JJ Cale, pokud není ubedeno jinak.
1. „Shanghaid“ (Audie Ashworth, JJ Cale) – 2:37
2. „Hold On Baby“ – 3:02
3. „No Time“ – 3:13
4. „Lady Luck“ – 2:41
5. „Disadvantage“ (JJ Cale, Drummond, Karstein, Lakeland, Oldham) – 3:35
6. „Lean on Me“ – 3:19
7. „End of the Line“ – 3:09
8. „New Orleans“ – 2:33
9. „Tijuana“ – 3:54
10. „That Kind of Thing“ – 2:18
11. „Who' Talking“ (JJ Cale, Drummond, Tarczon) – 3:27
12. „Change Your Mind“ – 2:26
13. „Humdinger“ – 3:24
14. „River Boat Song“ – 3:07

## Obsazení
- JJ Cale – zpěv, kytara, baskytara
- Hoyt Axton – doprovodné vokály
- James Burton – kytara
- Doug Belli – baskytara
- Tim Drummond – baskytara
- Jim Karstein – perkuse, bicí
- Jay Mitthauer – bicí
- Jim Keltner – varhany, perkuse, bicí
- Christine Lakeland – varhany, kytara, doprovodné vokály
- Spooner Oldham – klávesy